# Typhon (contratorpedeiro)
O Typhon foi um contratorpedeiro operado pela Marinha Nacional Francesa e a oitava embarcação da Classe Bourrasque. Sua construção começou em setembro de 1923 na Forges et Chantiers de la Gironde em Bordeaux e foi lançado ao mar em maio de 1925, sendo comissionado na frota francesa em fevereiro de 1928. Era armado com uma bateria principal composta por quatro canhões de 130 milímetros e seis tubos de torpedo de 550 milímetros, tinha um deslocamento carregado de quase duas mil toneladas e alcançava uma velocidade máxima de 33 nós (61 quilômetros por hora).
O Typhon teve um início de carreira tranquilo e sem grandes incidentes, com suas principais atividades consistindo em treinamentos de rotina. A Segunda Guerra Mundial começou em setembro de 1939, mas o navio pouco fez antes da derrota da França diante da Alemanha em junho de 1940. Ficou sob o controle da França de Vichy até a invasão Aliada do Norte da África Francês no início de novembro de 1942. Ele resistiu à invasão e enfrentou cruzadores e contratorpedeiros britânicos pelo decorrer de dois dias, porém acabou sendo deliberadamente afundado por sua tripulação no dia 10.